# Musée anthropologique Père-Sébastien-Englert
Le musée anthropologique « Père-Sébastien-Englert » est situé dans la ville de Hanga Roa sur Rapa Nui (île de Pâques) en Polynésie chilienne. Nommé d'après le  missionnaire d'origine bavaroise, le frère franciscain Sebastian Englert, le musée a été fondé en 1973 et se consacre à la conservation du patrimoine culturel Haumaka et Rapa Nui. Le musée est administré par la Direction chilienne de bibliothèques, archives et musées (DIBAM) et celle des Maisons de la bibliothèque « William Mulloy » (DCBWM).
Le musée abrite le seul moaï clairement identifié comme féminin. Le musée compte aussi des statuettes de bois kava kava, une collection photographique, des archives de musique traditionnelle, et une bibliothèque de trois mille titres.